# Aktywacja aminokwasu
Aktywacja aminokwasu – reakcja chemiczna zachodząca w cytoplazmie komórki podczas translacji, polegająca na przyłączeniu aminokwasu do tRNA, w wyniku czego powstaje kompleks aminoacylo-tRNA. Do jej zajścia niezbędna jest obecność syntetazy aminoacylo-tRNA, będącej swoistym enzymem dla tej reakcji.
Jest to dwuetapowa reakcja endoenergetyczna i wymaga nakładu energii z ATP:
1. aminokwas + ATP → aktywny aminokwas + 2 reszty fosforanowe (aktywacji ulega grupa karboksylowa)
2. aktywny aminokwas + tRNA → aminoacylo-tRNA + AMP